# دينيس مور (لاعب كريكت)
دينيس مور (26 سبتمبر 1910 في المملكة المتحدة - 2 أكتوبر 2003 في المملكة المتحدة) (بالإنجليزية: Denis Moore)‏ هو لاعب كريكت بريطاني (وحمل سابقاً جنسية المملكة المتحدة لبريطانيا العظمى وأيرلندا). لعب مع نادي مقاطعة غلوستر للكريكت ‏.

## وصلات خارجية
- دينيس مور على موقع إي آس بي آن كريك إنفو (الإنجليزية)